# Vlag van Jorwerd

Vlag van Jorwerd

De vlag van Jorwerd is de dorpsvlag van het Nederlandse dorp Jorwerd, in de Friese gemeente Leeuwarden. De vlag werd in 1999 aangenomen en in 2001 geregistreerd. Het ontwerp van de vlag is van de hand van J.C. Terluin en R.J. Broersma.

## Beschrijving
De beschrijving van de vlag is als volgt:
Drie lengtebanen geel, blauw en geel, in de verhouding 2:1:2, de blauwe baan gelijkvallend met de middelste kanteel van de broeking; een driemaal gekanteleerde rode broeking, de eerste kanteel beginnend aan de bovenzijde van de vlag op 2/5 vlaglengte, de rode broeking belegd met drie witte ruiten, elk met een hoogte van 3/10 vlaghoogte, boven elkaar geplaatst.
De kleuren zijn afkomstig van het dorpswapen.

## Symboliek
- Blauwe baan: staat voor de Jorwerdervaart.[3]

Rode broeking: staat voor het rechthuis van Baarderadeel dat tot in de 17e eeuw in Jorwerd stond.
- Kantelen: duiden op twee stinsen die bij het dorp gelegen waren: Fons in de buurtschap Fons en Groot Hesens in de buurtschap Hezens.[3]
- Ruiten: symbolen voor de rechtspraak. Het aantal drie duidt op de rechter en twee bijzitters. De kleur zilver verwijst naar de zuiverheid van de rechtspraak.[3]